# Adrián Zermeño
Adrián Zermeño Íñiguez (ur. 1 maja 1979 w Guadalajarze) – meksykański piłkarz występujący na pozycji bramkarza, obecnie zawodnik Tijuany.

## Kariera klubowa
Zermeño jest wychowankiem zespołu Cruz Azul z siedzibą w stołecznym mieście Meksyk. W meksykańskiej Primera División zadebiutował za kadencji szkoleniowca José Luisa Trejo, 12 sierpnia 2000 w wygranym 2:1 spotkaniu z Guadalajarą. Przez cały swój pobyt w Cruz Azul pozostawał jednak rezerwowym dla reprezentanta Meksyku, Óscara Péreza.
Latem 2002 Zermeño dołączył do nowo powstałego zespołu Jaguares de Chiapas z miasta Tuxtla Gutiérrez. 3 sierpnia tego samego roku bronił w pierwszym oficjalnym meczu w historii klubu, z Tigres UANL (1:3). Po roku odszedł do Querétaro FC, z którym jednak po sezonie 2003/2004 spadł do drugiej ligi. Rozgrywki 2004/2005 spędził na zapleczu najwyższej klasy rozgrywkowej, jesienią reprezentując barwy Club Celaya, natomiast wiosną San Luis FC, z którym wywalczył też awans do Primera División. W sezonie Clausura 2006 zdobył z San Luis wicemistrzostwo Meksyku, jednak nie rozegrał wówczas ani jednego spotkania, będąc jedynie zmiennikiem dla bardziej doświadczonego Adriána Martíneza.
Podczas wiosennych rozgrywek Clausura 2008 Zermeño występował w Tigres UANL. Latem tego samego roku przeszedł do drugoligowego Club Tijuana, gdzie od razu został podstawowym bramkarzem zespołu i miano to stracił dopiero po historycznym awansie do pierwszej ligi, po sezonie 2010/2011, kiedy to do drużyny przyszedł Cirilo Saucedo.
| Sezon     | Klub                | Kraj   | Rozgrywki        | Mecze | Bramki |
| --------- | ------------------- | ------ | ---------------- | ----- | ------ |
| 2000/2001 | Cruz Azul           | Meksyk | Primera División | 2     | 0      |
| 2001/2002 | Cruz Azul           | Meksyk | Primera División | 8     | 0      |
| 2002/2003 | Jaguares de Chiapas | Meksyk | Primera División | 8     | 0      |
| 2003/2004 | Querétaro FC        | Meksyk | Primera División | 12    | 0      |
| 2004/2005 | Club Celaya         | Meksyk | Liga de Ascenso  | 14    | 0      |
| 2004/2005 | San Luis FC         | Meksyk | Liga de Ascenso  | 16    | 0      |
| 2005/2006 | San Luis FC         | Meksyk | Primera División | 9     | 0      |
| 2006/2007 | San Luis FC         | Meksyk | Primera División | 0     | 0      |
| 2007/2008 | San Luis FC         | Meksyk | Primera División | 0     | 0      |
| 2007/2008 | Tigres UANL         | Meksyk | Primera División | 8     | 0      |
| 2008/2009 | Club Tijuana        | Meksyk | Liga de Ascenso  | 28    | 0      |
| 2009/2010 | Club Tijuana        | Meksyk | Liga de Ascenso  | 35    | 0      |
| 2010/2011 | Club Tijuana        | Meksyk | Liga de Ascenso  | 30    | 0      |
| 2011/2012 | Club Tijuana        | Meksyk | Primera División |       |        |